# 남성 간 성행위

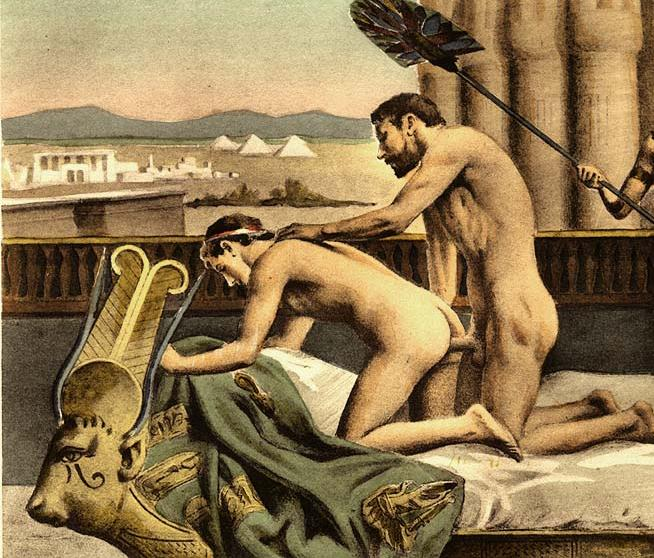
하드리아누스와 안티누스 (에두아르앙리 아브릴의 그림)

남성 간 성행위는 남성과 성교하는 남성이 행하는 성적 행위의 총칭이다. 영어로는 게이 섹슈얼 프랙티스(Gay sexual practices)라고 한다.

## 용어
남성 간 성교를 의미하는 고유 한국어 표현인 비역은 병아리의 중세 한국어 표현 비육에서 유래된 표현으로 알려져 있다. 닭의 성교와 유사하다는 뜻으로 남성간의 항문 성교를 비하하는 표현 계간(鷄姦)과 같은 어원을 가진 것으로 추측된다. 계간과 비역은 동의어로 잘 알려져 있으나, 계간은 남성간의 항문 성교 만을 가리키는 경우로 쓰인다. 계간이라는 표현이 마지막까지 남아있던 대한민국 군형법의 추행죄 조항에 있는 계간이 항문성교로 개정되면서 계간이라는 말은 폐어가 되어 거의 쓰이지 않는다. 이외에 남색(男色), 단수(斷袖), 면수(面首) 등의 표현이 있다. 남색을 제외한 나머지 단어는 폐어가 되어 오늘날에는 쓰이지 않는다. 오늘날 남색의 반의어인 여색(女色)은 여성 간 성교를 가리키는 말로는 거의 쓰이지 않고 주로 남성이 여성과 맺는 성행위를 가리킨다.

## 종류

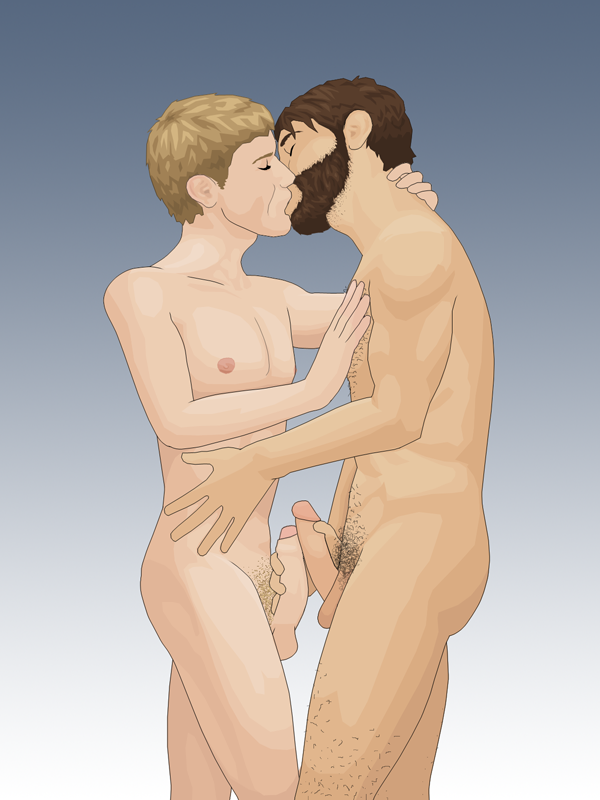
음경 비비기

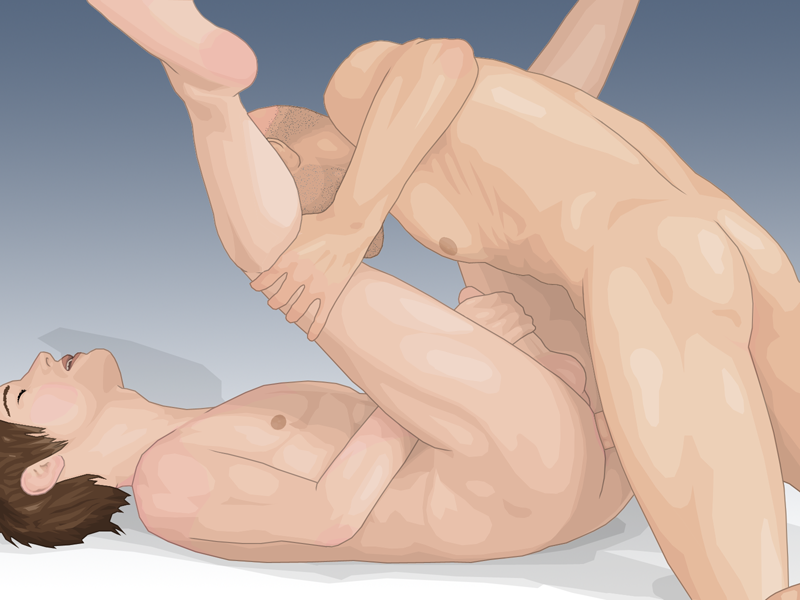
항문 성교

남성 간 성적 행위에는 다음의 행위가 포함된다.
- 항문 성교
- 구강성교
- 애닐링구스

## 같이 보기
- 여성 간 성행위
- 게이
- 남성과 성교하는 남성